# Hibiscus minutibracteolus
Hibiscus minutibracteolus är en malvaväxtart som beskrevs av F.D. Wilson. Hibiscus minutibracteolus ingår i Hibiskussläktet som ingår i familjen malvaväxter. Inga underarter finns listade i Catalogue of Life.